# Hematose
Hematose é a transformação do sangue pobre em oxigênio em sangue rico em oxigênio que ocorre nos pulmões, através de uma troca de gases que ocorre devido à diferença de concentração de oxigênio (O2) e dióxido de carbono (CO2) por um processo conhecido como difusão.
A difusão é a passagem de substâncias de uma área onde estão em maior concentração para uma área em que estão em menor concentração (sangue arterial para venoso). Como nos alvéolos a concentração de oxigênio está maior, ele se difunde para o sangue que fica nos pulmões. E como no sangue que chegou nos pulmões a concentração de dióxido de carbono era maior, este se difunde dos capilares para os alvéolos. Essa transformação do sangue rico em dióxido de carbono em sangue rico em oxigênio é conhecida como hematose.
- Se essa troca de gases ocorre no tegumento, a respiração é respiração aeróbia cutânea. Ela é própria de animais terrestres de ambiente úmido.
- Se a hematose ocorre nas traqueias, a respiração é aeróbia traqueal, que predomina nos insetos, como é, por exemplo, a respiração das borboletas e gafanhotos.
- Se a hematose ocorre nas brânquias, a respiração é aeróbia branquial, que predomina nos animais aquáticos.
- Se a troca de gases ocorre na cloaca a respiração é aeróbia cloacal, como é, por exemplo, a respiração das tartarugas.
- Se a troca de gases ocorre nos pulmões, a respiração é aeróbia pulmonar, que é própria de animais terrestres.